# Marie Bjerre
Marie Bjerre Holst (ur. 6 maja 1986 w Viborgu) – duńska polityk i prawniczka, deputowana, od 2022 minister.

## Życiorys
Kształciła się w Viborg Katedralskole. Pełniła funkcje sekretarza krajowego organizacji uczniowskiej FLO  (2002–2003) oraz sekretarza ds. polityki edukacyjnej w zrzeszeniu uczniów szkół średnich GLO (2003–2004). Zaangażowała się w działalność polityczną w ramach liberalnej partii Venstre i jej młodzieżówki Venstres Ungdom. Była asystentką eurodeputowanego Jensa Rohde. W 2011 ukończyła studia prawnicze na  Uniwersytecie Kopenhaskim, w 2016 uzyskała magisterium z prawa na Uniwersytecie Kalifornijskim w Berkeley. Praktykowała w zawodzie adwokata.
W 2019 po raz pierwszy została wybrana na deputowaną do Folketingetu. Z powodzeniem ubiegała się o poselską reelekcję w wyborach w 2022. W grudniu 2022 objęła urząd ministra ds. cyfryzacji i równouprawnienia w koalicyjnym rządzie Mette Frederiksen. Funkcję tę pełniła do listopada 2023. Powróciła na to stanowisko już w następnym miesiącu, gdy jej następczyni Mia Wagner zrezygnowała ze względów zdrowotnych. W sierpniu 2024 przeszła na nowo utworzony urząd ministra ds. Europy.